# 신학방법론
신학 방법론(Method of theology)이란 기독교 신학을 진술하고 논증하며 변증하는데 사용하는 방법론을 말한다. 신학의 중요한 원리를 사용하여 정당한 목적을 달성하기 위하여 성경적 신학적 논리적 방식의 도구들을 의미한다. 신학 방법론의 구성적 요건은 종교적 신념, 교리, 개념을 연구하고 이해하는 데 사용되는 체계적인 접근 방식과 원칙을 요구한다. 여기에는 종교와 영성의 영역 내에서 신성한 텍스트, 역사적 맥락, 철학적 토대, 문화적 영향을 분석하고 해석하기 위한 다양한 도구, 기법, 프레임워크의 적용이 포함된다. 기독교 역사속에서 신학 방법은 시대적 상황속에서 철학과 문화를 가지고 다양하게 변화하였다. 오늘날 신학방법은 종교개혁자들의 정신에서 정립되어 정통신학의 방법으로 형성되었지만, 현대시대를 지나면서 이성을 신학을 도구로 크게 사용함으로써 교회를 위한 신학의 목적에서 이탈하고 있다. 포스트모던 이후의 신학방법은 상대주의적 다원주의적 경향으로 변모하고 있다. 정통주의 신학은 여러 방면에서 도전을 받고 있다.

## 예수님의 방법
예수님께서는 친히 자신이 성경과 관련된 지적 활동에 깊이 참여하셨으며, 자신에 대하여 증거를 하실 때 구약성경을 인용하시고 설명하신 것은 신학적 활동을 하셨음을 의미한다고 볼 수 있다. 그렇다면 최초의 진정한 신학자는 예수님 자신이었다고 볼 수 있다.
16  예수께서 그 자라나신 곳 나사렛에 이르사 안식일에 늘 하시던 대로 회당에 들어가사 성경을 읽으려고 서시매
17  선지자 이사야의 글을 드리거늘 책을 펴서 이렇게 기록된 데를 찾으시니 곧
18  주의 성령이 내게 임하셨으니 이는 가난한 자에게 복음을 전하게 하시려고 내게 기름을 부으시고 나를 보내사 포로 된 자에게 자유를, 눈 먼 자에게 다시 보게 함을 전파하며 눌린 자를 자유롭게 하고
19  주의 은혜의 해를 전파하게 하려 하심이라 하였더라
20  책을 덮어 그 맡은 자에게 주시고 앉으시니 회당에 있는 자들이 다 주목하여 보더라
21  이에 예수께서 그들에게 말씀하시되 이 글이 오늘 너희 귀에 응하였느니라 하시니(눅 4:16-21)
(요 5:46) 모세를 믿었더면 또 나를 믿었으리니 이는 그가 내게 대하여 기록하였음니라.
위의 성경 구절들은 우리가 신학을 세우는 확실한 방법과 목적의 모델이 바로 예수 그리스도께서 친히 사용하신 것임을 알려준다. 또한 이런 구절을 가지고 모든 신학적 활동이 최종적으로 그 분에게 이르도록 할 것이다.
마태복음 28장 18-20절에서, “예수께서 나아와 말씀하여 이르시되 하늘과 땅의 모든 권세를 내게 주셨으니 그러므로 너희는 가서 모든 민족을 제자로 삼아 아버지와 아들과 성령의 이름으로 세례를 베풀고 내가 너희에게 분부한 모든 것을 가르쳐 지키게 하라 볼지어다 내가 세상 끝 날까지 너희와 항상 함께 있으리라 하시니라.”고 말씀하셨다. 결국 이 말씀은 예수님이 하나님이신 것과 그분의 사역과 가르치는 것을 배우고, 지금도 신학 활동에 참여하는 자들에게 이런 방법을 따라야 함을 보여준다.
이런 성경적 방법은 바울과 아볼로에서도 나타난다. 바울의 신학적 활동의 모습은 예수께서 그리스도라는 것을 증거하고, 규례대로 세 안식일 성경을 가지고 강론하며 뜻을 풀어서 그리스도의 부활을 증명하는 것이었다(행 17: 2-3). 그의 신학 활동은 아테네 아레오바고에서 에피큐로스 철학자들과 스토아 철학자들과 행한 변론과 강론에서 잘 나타난다(행 17: 16-34). 여기서 바울은 자연계시의 부족을 제시하고, 오직 구원에 있어서 특별계시인 성경(하나님의 유일한 권위적인 자기의 계시)과 유일한 구주이신 예수를 증거 한다. 전적인 타락과 인간은 하나님의 형상을 갖고 있기에(Calvin- sensus divinitatis,  semen religionis) 종교성이 있다고 한다. 그러나 구원에 있어서 자연계시의 한계와 부족을 설명한 후, 하나님을 알 수 있는 방법이 오직 그리스도임을 증거 한다.
성경적 신학적 학식이 풍부한 아볼로의 방법은 사도행전 18장 28절에서 볼 수 있다. 아볼로는 구약에 대한 박식한 지식을 가진 유대인들에게 공중의 장소에서 바르게 성경을 인용하여 예수가 그리스도라는 증거의 변론에서 이겼다고 말한다.

## 성경적 신학방법론
신학자 안명준교수에 따르면 다음의 몇가지를 성경적 신학방법의 근원적 요소라 간주한다.

### 성경의 유추(analogia scripturae)
사도 바울은 복음을 전할 때 성경대로 그리스도의 십자가와 부활을 증거 하였다. 이것이 그의 신학의 중심이요 신학의 원리로서 성경에 대한 강조였다.
형제들아 내가 너희에게 전한 복음을 너희로 알게 하노니 이는 너희가 받은 것이요 또 그 가운데 선 것이라. 너희가 만일 나의 전한 그 말을 굳게 지키고 헛되이 믿지 아니하였으면 이로 말미암아 구원을 얻으리라. 내가 받은 것을 먼저 너희에게 전하였노니 이는 성경대로 그리스도께서 우리 죄를 위하여 죽으시고 장사 지낸바 되었다가 성경대로 사흘 만에 다시 살아나사(고전 15: 1-4)
신학은 과학적 연구의 학문이 아니며, 신비적인 세계를 서술하는 것도 아니다. 신학은 기독교에서 하나님이 말씀하신 계시로 믿는 기독교의 경전인 성경을 기초로 그 학문의 타당성을 가지며 성서의 방법에 따라 신학의 본질과 목적을 이루어 가야 한다. 성서는 신학의 유일한 원천(fons or principium unicum)이라고 한다. 그러나 구미에 맞는 것만 선택하는(the cafeteria style)은 좋은 방법이 아니다. 종교개혁자들이 그리스도 신앙의 원천은 성서이지 교회가 아니라는 뜻에서 주장한 sola scriptura(오직 성서)는 신학하기의 전제이며, 해석의 시작이고 에벨링은 주장한다. 성경의 유추란 성경을 성경으로 해석하는 원리(scriptura sui ipsius interpres)이다. 성경 본문들을 전체 문맥에서 고려하여 해석하며 이해하는 방식이다. 신학자 안명준 교수에 의하면 칼빈의 성경해석학이 바로 이 원리에 근거하고 있다고 한다.

### 믿음의 유추(analogia fidei)
신학은 믿음의 학문이다. 물론 기독교는 이성적, 논리적, 과학적인 것을 배제하지 않는 종교이지만, 전능하시며 초월하신 분인 하나님을 우리의 이성적 논리로 모두 이해할 수 없다. 그러므로 기독교인은 하나님을 성육신하신 하나님이요 하나님의 공현(Epiphany)인 그리스도에 대한 믿음으로 만나며, 점차적으로 그분에 대한 지식을 가지게 된다. 성서는 믿음을 인간에게 나지 않고 오직 하나님이 주신 선물이라 했다.(그러므로 믿음은 들음에서 생기고, 들음은 그리스도를 전하는 말씀에서 비롯됩니다. /로마서 10:17, 표준새번역)

### 성령의 내적조명(testimonium spirtus sancti internum- John Calvin)
성령의 조명은 신학이 하나님의 계시와 교통해 가는데 있어서 절대적이다. 인간의 이성과 학문성의 한계를 극복하고, 성서저자들에게 영감을 주신 성령의 인도하심이 필요하다.

### 기도(prex)
종교개혁자 마르틴 루터는 기도에 대하여 우리들이 성경을 앞에 펼쳐 놓고 기도할 때 가장 잘할 수 있다고 확신했다. 그는 좋은 기도는 응답하는 것이라고 생각했다. 성경을 통해서 이미 우리에게 말씀하신 하나님께 대답하는 것이 기도이다. 하나님이 성경의 내용을 통해 주시는 말씀에 조심스럽게 귀를 기울이고, 우리의 가슴과 생각에 깊숙이 파고들도록 용납하는 것을 연습하는 것이 기도라고 했다.
기도란 절대 타자이신 하나님으로부터 자신의 소원을 응답받는 것이 아니다. 지속적으로 겸손하게 모든 사람의 아버지이신 하나님을 의뢰하는 믿음의 훈련이다. 하나님에 대한 경외 그리고 겸손 마지막으로 기도로서 신학의 자세를 가질 수 있다. 신학은 경건한 용어로 말하면 기도이다. 우리의 모든 것을 창조주와 구속주이신 그 분에게 감사와 찬양과 고백이다.

### 그리스도 중심성
성서는 그리스도 자신의 신학적인 방법을 보여 준 곳이 나타난다고 주장한다. 성서는 그리스도가 어떤 분인가를 이야기 형식으로 말하는 책이다. 로버트 L. 레이몬드(R. L. Raymond)는 누가복음서 4:16-21, 24:27, 요한복음서 5:46을 근거로 모든 신학적 활동이 최종적으로 그 분에게 이르도록 할 것이라고 말한다.

## 어거스틴의 신학 방법론
어거스틴의 신학방법론은 Credo ut intelligam(신앙은 찾고 지성은 이해한다)이다. 믿음으로 시작하고 이성으로 이해하는 방식이다.  플라톤주의, 신플라톤주의를 올바르게 활용하여 성경적 신학을 이루어었다.어거스틴의 신학방법론은 져스틴의 방법과 터툴리안의 방법을 결합하고 종합했다. 저스틴은 소크라테스와 플라톤도 기독교인이라고 주장한다.플라톤과 소크라테스가 기독교인이라는 말은 모든 지식, 지성은 로고스에서 비롯되었다는 것이다. 모세의 지식이든, 플라톤, 소크라테스의 지식이든 로고스는 만세 전부터 있었다. 태초부터 계신 로고스가 모든 지식을 파생시켰는데, 그 로고스가 육체로 태어났다는 주장이다. 그 주장에 반기를 든 사람이 터툴리안이다. 그는 '예루살렘과 아테네가 기독교와 무슨 상관이 있느뇨'라고 외쳤다. 이와같이 어거스틴은 이성적인 관점은 저스틴에게 신앙적인 관점은 터툴리안으로부터 영향을 받아 변증법적 종합을 통하여 그의 신학방법론을 만들었다.

## 안셀무스
그는 신앙을 바탕으로 이성적 추론을 통해 하나님의 존재를 증명하려 했으며, 대표적으로 "존재론적 신 존재 증명"을 제시했다. 라틴어로 "나는 믿는다. 그러므로 나는 이해할 수 있다"라는 말이다. 이 말은 캔터베리의 안셈이 그의 책 프로스로기온(Proslogion, 1)에서 사용한 유명한 말이다. 신의 존재 증명에서 중요한 말이다. 히포의 아우구스티누스의 말 "crede, ut intelligas(믿는다면 그러면 여러분들은 이해할 수 있다." Tract. Ev. Jo., 29.6)에 기초한 것이다. 믿음과 이성의 관계를 설명한 것이다. 안셈의 글에서는 나는 그렇게 생각한다 그러므로 나는 믿을 수 있다(intellego ut credam)라고 한다. 안셈은 나는 믿기위하여 이해를 추구하지 않고, 오히려 나는 이해하기 위하여 믿는다(Neque enim quaero intelligere ut credam, sed credo ut intelligam)라고 하였다.  이 말은 종종 안셈의 유명한 말 이해를 추구하는 신앙 (fides quaerens intellectum)과 관련이 있다. 어거스틴은 이 말을 하나님에 관해  알기 위해서는 믿어야한다로 이해했다.
- 안셈의 방법 - 신앙과 이성

안셀무스는 초기 스콜라 철학자로서 신앙을 전제하고 이성을 추구(fides quaerens intellectum)한 점에서는 교부 아우구스티누스를 스콜라적으로 계승하였다.

## 피에르 아벨라르
신학 방법론의 시작을 알린 인물이다. 기독교 고유의 이론을 위해서는 '신성한 교리'(sacra doctrina)라는 별도의 명칭을 붙여서 이교도의 '신학'과 구별했다. 전자에게는 계시가, 후자에게는 인간의 이성을 활용한 탐구가 주된 인식방법론이었다. 그런데 아벨라르는 기독교에도 신학, 즉 하나님에 대한 합리적 논의가 필요하다고 주장했다. "나는 인간 이성이 제공한 유비의 도움을 받아 신앙의 기초에 관한 글을 썼고, 철학적 근거를 찾으려 했다. 또 하나님의 단일성과 삼위일체에 관해 신학 논문을 썼다. 이해하지 못한 단어를 주절거리는 것은 불필요하며, 또 자신이나 타인이 이해할 수 없는 것을 설교하는 일은 어리석은 짓이다."
'긍정과 부정'(Sic et Non)에서 아벨라르는 여러 교부의 주장을 158개 질문으로 목록화했다. 첫 번째 질문 하나만 살펴보자. "인간의 믿음은 이성을 통해 완성되지 않는가? 아니면 그 반대인가?" 여기서 볼 수 있듯이, 각 질문은 상반된 두 주장을 붙여놓은 것이다. 비록 두 주장 모두 문헌적 근거는 있지만, 둘 다 참일 수는 없다. 하나는 취하고 하나는 버리는 비판 작업이 필요하다. 그 비판적 탐구과정은 논리학에 근거해야 한다. 바로 이것이 아벨라르가 생각한 기독교 신학이다.

## 롬바르드의 신학방법론
스콜라 신학자였던 롬바르드의 저서 『명제집』(Libri Quatuor Sententiarum)은 필리프 멜란히톤의 『신학총론』이전까지 신학의 주교재로 사용되었다. 롬바르드를 읽지 않고는 12세기 유럽의 신학을 이해하기가 어렵다. 그는 신앙을 세 단계로 구분했는데, 첫째는 하나님의 말씀이 참임을 믿는 것, 둘째는 하나님의 하나님 되심을 믿는 것, 셋째는 하나님을 신뢰하는 것으로 나누어 설명했다. 피터의 주요 공헌은 1147년에서 1151년 사이에 씌어진 『4권의 명제집』(Four Books of Sentences)이다. 이 책은 성경, 교부, 또한 기타 다른 권위 있는 사람들의 글을 뽑아 엮은 것이다. 롬바르드의 방법은 피에르 아벨라르의 방법과 유사했다. 즉, 그도 충돌하는 두 권위 사이를 조정하기 위해 이성, 변증법, 논리 등을 사용했다. 그의 목표는 자기 자신의 새로운 생각을 소개하는 것이 아니라, 단지 확립되는 권위에 근거하여 진리를 확정하는 것이었다, 그는 현재 로마가톨릭의 표준이 된 7성례를 최초로 작성한 사람으로 1439년의 플로렌스 종교회의(the Council of Florence)에서 정통으로 인정되었다.

## 보나벤투라
보나벤투라(Sanctus Bonaventura: 1221년 - 1274년 7월 15일)는 아퀴나스와 동시대에 활동했으며, 아퀴나스보다 더 직관적, 신비적이고 경험적인 신학적 접근을 중시했다.성경과 신앙의 전통을 중시하며 기도와 묵상을 통하여 성경의 가르침을 깨닫았다. 신앙과 이성의 조화, 영혼이 하나님께 상승하는 여정을 강조하며, 예수 그리스도를 강조하였다.

## 토마스 아퀴나스
아퀴나스(Thomas Aquinas, 이탈리아어: Tommaso d'Aquino, 1224년/1225년? ~ 1274년 3월 7일)는 스콜라주의 신학을 대표하는 신학자로 그의 저서 신학대전(Summa Theologiae)에서 스콜라주의 신학 방법론의 정수를 보여주며, 기독교 신학과 철학의 조화를 이룬 작품으로 평가받는다. 아퀴나스는 자연적 이성(자연계의 원리)과 초자연적 계시(성경과 신앙의 진리)를 결합하여, 신앙의 진리를 철학적으로 증명하려 했다. 로마 카톨릭신학을 체계화했다.

## 종교개혁자들
종교개혁자들은 첫번째 오직 성경만으로 신학의 원리로 삼았고 교회를 개혁하였다. 근원적 원리는 바로 하나님의 말씀이었다. 그 말씀을 올바르게 해석한 것이 개혁의 시초요 개혁의 무기였다. 그러므로 에벨링, 펠리칸, 그리고 베스마르아 같은 신학자들은 기독교신학은 성경해석의 역사라고 말하게 되었다.
루터는 신학이란 믿음의 사역으로서 성령님이 훈련시키는것(theology as the work of faith is a discipline of the Spirit)이라고 하였다. 신학의 주도권이 성령에게 있음을 강조하였다. 이런 신학적 정신은 다양한 신학의 주제에서 성령님을 강조했던 칼빈에 이어져서 워필드는 칼빈을 성령의 신학자로 말한다. 이런 흐름속에서 신학방법은 신학의 원리인 성경에 기초하여 전해하였다.

### 마르틴 루터
신앙과 이성의 조화를 강조한 스콜라주의 신학에 맞서서 마르틴 루터는 신학의 중요한 요소로 성경 중심주의 (Sola Scriptura), 이신칭의 (Sola Fide), 만인제사장, 오직 은혜, 그리고 십자가 신학등을 강조하다.
마르틴 루터의 신학은 다음과 같다
- 오직성경과 성경을 성경으로 해석하는 방법- 에라스무스는 성경이 모호하고 그 해석은 권위있는 전통이 필요하다고 주장하였지만, 루터는 성경 그 자체의 명료성과 권위를 가지고 성경해석과 신학방법을 전개하였다.[10]

- 율법과 복음 -  루터 신학의 중심적 사상이다. 율법과 복음의 철저한 구별은 루터신학에서 매우 중요한 신학의 핵심이며, 루터의 신학방법이며 해석방법이다.[11] 루터는 이 해석원리가 성경 연구의 본질적인 출발점이며, 율법과 복음을 적절하게 구별하지 못하는 것이 근본적으로 신학적 실수의 뿌리라고 한다.[12]

루터는 그의 유명한 갈라디아 주석 2장 14절에서 율법과 복음을 올바르게 구분할 수 있는 사람은 하나님께 감사하는 이성을 가지고 있으며 그 사람이야 말로 참된 기독교 신학자라고 말한다. 이런 분리가 없이는 기독교 교리는 불가능하다고 한다.(The person who can rightly divide Law and Gospel has reason to thank God. He is a true theologian, The right separation between Law and Gospel is very important to know. Christian doctrine is impossible without it. Let all who love and fear God, diligently learn the difference, not only in theory but also in practice. Martin Luther, Commentary on Galatians 2:14)
- 율법이란 하나님이 죄인에게 요구하는 것이며 순종하는 것이다. 공격적이다.
- 복음이란 하나님을 위하여 거져주시는 것이며 은혜이다. 수동적이다.[14]

### 장 칼뱅
장 칼뱅의 신학의 중심주제는 학자들간에 여러 다양한 의견이 있지만 현재까지 특별한 하나를 중심주제로 보지 않는다. 그러나 일반적으로 하나님의 주권과 하나님의 영광을 강조하는 신학이라는 것은 잘 알려진 사실이다. 이 흐름속에서도 칼빈신학자 미국의 워필드(Benjanin B. Warfield)는 칼빈을 “성령의 신학자”라고 했다. 칼빈은 성령의 내적 증거가 우릴 하여금 성경의 기원이 신적이라는 사실을 믿게한다고 말한다.
칼빈의 신학방법은 근본적으로 성경해석에 연관되어 있다. 칼빈 해석학자 안명준 교수에 따르면, 칼빈은 성경해석에서 성령의 역사를 매우 강조하는 신학자로 말한다. 칼빈은 중생하기 이전의 인간 이성은 성서를 분명히 이해할 수 없다고 본다. 또한 복음을 깨닫는 것은 우리의 이성이나 우리의 명석함에 의해서가 아니라 오직 믿음을 배워야 한다고 한다. 칼빈에게 있어서 성서해석은 성령의 조명이 있어야만 가능하다고 말한다. 칼빈이 성서를 해석하는데 있어서 성령의 활동으로서 강조한 요소들은 첫째, 성령이 성서의 참된 저자라고 강조한다. 칼빈은 “성령 그 자신이 해석자”라는 말로써 그의 해석학의 신학적 전제를 설명한다. 둘째, 성령의 의도를 성서해석에서 가장 중요한 요소들 가운데 하나로 간주했다. 칼빈은 해석자는 성서를 해석할 때 성령의 의도를 찾아야 하며 이해하지 않고서는 결코 성서의 참된 의미를 알수 없다고 말한다.
셋째, 성령의 조명에 의하여 성서를 이해하는 것은 믿음과 연결되어 있다. 칼빈은 “믿음은 성령의 주요한 사역이며 오직 믿음에 의해서 성령께서 우리를 복음의 빛으로 인도한다.”고 한다. 오직 믿음이 이해를 발생시키기 때문에 이해와 믿음은 분리될 수 없다고 한다. 넷째, 우리가 성서를 해석하기 위하여 성령의 조명을 받기 위하여 기도해야 한다는 것을 강조했다. 칼빈은 우리의 부족과 무지를 알기 위해 기도해야 하고, 성령의 말씀을 이해하기 위해 기도해야 할 것을 믿었다.

## 근대 미국의 신학자들

#### 아더 태펀 피어선
A.T. 피어선(Arthur Tappan Pierson, 1837-1911)은 베이컨의 귀납법적 방법을 통하여 성경을 분석하고 종합하여 자신의 신학적 방법으로서 신학적 철학을 만들었다. 피어선은 성경을 바르게 연구하는 것을 자기의 신학연구에 평생의 과제로 삼았다. 신학을 올바르게 탐구한다는 것은 궁극적으로 성경이 말하는 것을 말하게 하는 것이었다. 그는 자신의 방법의 기초가 될 수 있는 논리적 체계를 찾았는데 그것이 바로 베이컨의 경험주적 귀납법적 논증 방법이었다. 베이컨이 주장한 관찰과 분석, 그리고 입증을 통하여 이론을 유출하듯 피어선 역시 이런 방식을 통하여 신학적 철학이라는 그의 독특한 신학연구 방법론을 만들었다. 이런 신학방법을 통하여 성경을 바르게 이해하는 그의 신학의 목적을 이루게 되었다. 철학적 신학이란 성경 그 자체(ipso facto)가 진리를 증거하고 모든 것들을 성경에 맞추어서 검증하여 성경적 일치와 조화를 이루는 성경신학적 방법이다. 신학의 탐구는 성경을 왜곡하지 않고 정직하고 순수한 마음으로 오류가 없는 성경을 철저하게 분석하고 참된 성경의 진리를 증거하는 목적에 도전을 주었다. 성경의 하나님을 왜곡없이 사실 그대로 보여주고 성경은 오류가 없는 하나님의 참된 진리를 증거하는 그의 신학적 철학과 성경신학적 방법이야말로 피어선의 신학을 가장 가치있는 공헌이다.

## 정통주의 신학자들

### 바빙크의 신학방법론

##### * 종합적인 방법(Synthetic Method)
헤르만 바빙크는 교의학의 방법(Methode der Dogmatiek)에 관하여 3 요소를 말한다. de Heilige Schrift, de belijdenis der kerk en het Christelkk bewustzijn
- (성경, 신조, 기독교적인 의식).

계시인 성경이 신학 방법의 가장 중요한 요소가 되어야 한다. 이 세 요소가 종합적인 방법으로 상호 밀접하게 관련되어야 한다. 종합적인 방법은 신학적 방법 혹은 권위의 방법으로 말해지는데, 이 방법은 성경에 있는 신적 자기 계시로부터 신학을 인출하는 것이다.

## 현대신학자들의 신학방법론
현대의 조직신학의 흐름은 몇 가지가 있다.
첫 번째가 종교개혁신학의 명분을 이은 정통주의 신학이다. 두 번째는 슐라이에르마허의 영향하에 있는 자유주의 신학이다.
세 번째는 이에 반발한 칼 바르트의 변증법적 신학을 통하여 신의 초월성과 그리스도 중심적 신학을 강조한 신 정통주의 신학이라고 볼 수 있다. 네 번째는 최근 에벨링과 데이비드 트래시와 같은 학자들에 의해 해석학적 신학이 유행하고 있다. 다섯 번째로 한스 큉과 같은 학자들에 의해 주도되는 에큐메니칼 신학이 있으며. 마지막으로 포스트모던 신학자들의 새로운 시도를 들 수 있다. 과정의 신학자인 존 캅(John Cobb)과 데이비드 그리핀(David Griffin), 해방주의적 신학자 하비 콕스(Harvey Cox), 존 도미니크 크로산(John Dominic Crossan), 마크 C. 테일러 (Mark C. Taylor, 1945년 12월 13일 - ), 존 D. 카푸토(John D. Caputo, 1940년 10월 26일 - ) 앨러스터 존 밀뱅크(Alasdair John Milbank)가 있다. 마지막은 후기 자유주의 신학(Postliberal theology, 포스트 리버럴) 혹은 이야기 신학(narrative theology)이 있다. 이 신학은  20세기 후반에 대중화된 기독교 신학이다. 이 운동의 지지자들은 교회가 성경을 사용하는 것은 일관되게 조직신학의 발전을 위하여 규범적으로 제시되어야 하고 기독교 믿음을 이야기적으로 제시되어야 한다고 강조한다. 조지 린드벡을 중심으로 한스 프라이와 스탠리 하우어워스 같은 학자들이 주축이 되어 신학적 영향을 미쳤다. 조지 린드벡이 문화-언어의 종교이론이 대표적이다.
현대의 대표적인 정통 개혁신학자들로서는 화란의 자유대학의 아브라함 카이퍼와 헤르만 바빙크, 베르코프와 판더 베크, 미국의 칼빈 신학교의 벌콥과 호케마, 웨스트민스터 신학교의 반틸과 존 머레이, 남아공 프리토리아 대학의 헤인즈와 베스마르가 있다. 이들은 모두 칼빈의 정통을 이은 신학자들이라고 볼 수 있다. 좀더 폭넓게 신학을 전개시키는 학자로서 칼 바르트, 에밀 부르너,  오토 웨버, 몰트만과 마이클 베커, 루터란 학자로 판넨베르그, 그리고 에벨링등이 있다.

### 현대신학자들의 신학방법론들
이들의 공통점은 감정 또는 이성(reason)과 같은 인간적 철학에 기초하고 있다.
- 자유주의신학의 아버지 슐라이에르마허

인간의 체험, 인간의 감정을 신학의 방법으로 사용했다.
- 칼 바르트

초기에 변증신학을 사용하고, 후기에 말씀의 신학을 말한다. 변증신학이란 키에르케고르의 역설의 원리에서 영향을 받았다. 이 역설은 모순(역설)을 말하면서 사상을 표현하는 방식으로 키에르케고르는 소크라테스의 반어법을 사용한다. 반어법이란 무지를 드러내는 참된 진리를 깨닫게 한다. 이 방법은 역설적으로 전개한다.
바르트의 신학적 구분법은 루터와 칼빈의 전통적 구분법인 원형/모형을 따르지 않고, 칸트의 현상적(phenomenal)/본체적(noumenal)의 구분을 따랐다. 그 뿐만 아니라, 비록 그가 프리드리히 슐라이어마허와 반대각을 세웠지만, 슐레이어마허의 주관적인 관점을 받아들였다. 결국에는 바르트에게 성경은 객관적인 역사에 기초한 객관적인 하나님의 말씀이 아니라, 말씀을 실존적으로 만나는(existential encounter) 가능성을 뜻하였다.
방법에 대한 평가 - 기독론 중심의 방법(Christo-centric methodology)은 바르트의 영원한 선택 교리를 거부하는데서 잘 나타난다. 이런 주장은 어거스틴-칼빈주의에서 벗어난 것으로 평가한다. 보편구원론에 해당하는 견해라고 본다. 특히 바르트는 성경전체를 신구약성서의 주제인 그리스도의 언약 안에서 해석해야 한다고 주장한다. 그러나 그것은 삼위일체의 하나님의 중심이 아닌, 성자 하나님인 예수 그리스도만(기독론)을 중심으로 보게 되면서, 부적절한 강조라고 코닐리어스 반틸은 말한다.
- 불트만

비신화화 방법 - 성경은 고대인의 신화적인 사관에서 기록되었기에 신화적이 요소를 제거하는 것이 비신화화 작업이다. 양식사학파에서 배웠다. - 구전. 전설이 어떻게 전승되어 성경의 형태를 갖게 되었는지를 연구. 역사성을 찾으려고 한다. 실존주의 철학에 의한 해석방법을 시도한다. 불트만은 현대의 남성과 여성에게 우주의 외계인을 그리게 하는, 하늘의 도시나 삼층적 우주 같은 신화적인 용어를 버려야 한다고 주장했다. 불트만은 그런 신화적 용어들 때문에 많은 현대인들이, 성서와 성서에 나오는 이야기에 나타나는 고유한 구원의 메시지를 함께 거부하는 경향을 보인다고 생각했다. 그가 보기에 이런 상황을 해결하는 방법은, 그리스도의 구원을 현대적이고 철학적이며 심리학적이고 과학적인 언어로 다시 쓰는 것이었다. 그럴 때에야 비로소 현대의 남성과 여성은, 신화적인 용어가 더 이상 전달하지 못하는 진리를 확인할 수 있을 것이라고 여겼다. 그래서 불트만은 그의 신학적 저술에서 기독교 메시지의 신화적인 표현을, 새롭고 실존적인 해석으로 교체시키려고 시도하였다. 성서의 역사적 관점은 그에게 중요하지 않았다. 조직신학자 폴 틸리히도 성서의 "비신화화(demythologization)"를 요청하는 불트만의 메시지에 영향을 받았다.
 불트만의 《공관복음서 전승사 (1921)》는 여전히 복음서 연구에서, 틀에 박힌 수사학적인 어구나, 모여서 복음서를 형성한 이야기 단위들에 대한 그의 분석과 불트만이 가장 영향력있는 해설자이었던 이른바 "양식 비평"이라는, 역사적으로 기원을 분석하는 방법을, 거부하는 학자들에게조차 필수적인 도구로 간주된다.
양식비평 - 불트만은 종교사학파의 연구 방법을 배우고 마르틴 디벨리우스와 함께 공관복음서의 양식사적 연구를 추진하여 극단적인 회의론으로까지 발전시켰는데, 1941년에는 요한복음서에 양식비평을 적용하였다. 이 학술논문은 당시 상당한 논쟁을 불러 일으켰고, 역사적 예수연구에서 하나의 이정표이다. 같은 해에 이루어진 그의 신약성서와 신화 강의는, 신약성서의 메시지를 비신화화하는 문제를 다루었다. 비신화화의 문제는, 해석자들에게 전통적인 신학을 마르틴 하이데거와 불트만의 동료가 지닌 철학으로 대체할 것을 요청했다. 그것은 현대의 독자들이 예수가 가르친 메시지의 실재에 접근 가능하게 하려는 노력이었다. 불트만은 예수의 삶이 이야기이며, 그 이야기의 구조에서 우리는 그것이 희생제사 신학(offering theology)을 드러내고 있음을 알 수 있다고 믿었다. 그 이야기의 교훈들은 신화의 익숙한 언어로 우리를 가르치고 있다는 것이다. 그것들은 배제되는 것이 아니라, 오늘날 우리가 이해할 수 있도록 주어진 설명이다. 불트만은 신앙이 현재의 실재가 되어야만 한다고 생각했다. 불트만에게, 세계의 사람들은 항상 실망스럽거나 소란스러웠다. 신앙은 의지의 결정된 중대한 행동이어야만 하고, 그것은 "고대의 증거들"을 추려 모으거나 격찬하는 것이 아니다.
일부 학자들은, 불트만처럼 복음서 이야기의 역사적인 신뢰도를 의심하는 극단적인 회의주의를 비판한다. 불트만의 모든 영향력은 영어판으로 《케리그마와 신화》(Kerygma and Myth, 1948년)가 출판되고 나서야 비로소 발휘되었다.
- 폴 틸리히

상관의 방법 - 현 상황에서 이성이 질문하고 계시가 답변하는 방식으로 신학을 설명한다. 폴 틸리히의 상호관계의 방법은 기독교 신앙의  내용을 실존적으로 질문하고 이에 대하여 신학적으로 대답을 통하여 서로 상호의존(interdependence)시키는 것이다. 신의 대답으로부터 출발하는 바르트와는 달리 틸리히의 출발점은 인간의  물음이다. 인간의 물음이 무엇인가에  대한 그의 탐구는 그로 하여 인간  문화의 광범위한 영역을 탐구하게  만든다. 그 까닭은 그는 인간은 문화적 형식들 속에서 스스로를 가장 훌륭하게 드러낸다고  믿기 때문이다. 인간은 문화적 형식들로  둘러싸여 있으며, 이 문화적 형식들을 통하여  인간은 자신과 자신의 이해, 관심 및 불안들을 표현한다고 한다. 그에게 있어서 문화의 종교의 형식이다.
폴 틸리히는『조직신학』제1권에서 신학의 목적을 다음과 말한다. 자기 신학의 목적은 변증적인 관점에서 기술되고, 철학과의 지속적인 상관관계 속에서 수행된 신학적 체계의 방법과 구조를 제시하는 것이라고 한다. 신학의 과제는 중재, 즉 그리스도 예수 상에 나타난 진리의 영원한 기준과, 개인과 공동체의 변화하는 경험들 곧 실재를 인식함에 있어 다양한 질문들과 범주들 사이의 중재하는 것이라고 한다.
허호익 교수는 폴 틸리히의 신학방법론으로서 상관의 방법(the method of correlation)을 학술적으로 다음과 같이 진술하였다. 틸리히는 상황 속에 포함되어 있는 문제들과 메시지 속에 포함되어 있는 질문들을 상호관련시킨다. 그것은 문제와 답변, 상황과 메시지, 인간 실존과 신적인 자기 계시를 상호관계시키는 것이라고 한다. 틸리히는 신과 인간의 관계를 상호 의존적인 관계로 보기 때문에 일방적으로 신을 인간에 관계시키거나 의존시키지 않으며 또한 인간을 신에 의존시키거나 관계시키지 않는다. 실존적 질문이 신학에 의해 형성된 계시적 진리를 위한 근거가 되지 않는다고 보기 때문이다. 또한 인간은 자신의 곤경의 분석을 통해 하나님의 자기 계시를 끄집어 낼 수도 없고, 또한 인간은 자기 자신이 질문하지 않은 질문에 대해서는 해답을 받을 수 없다고 한다. 따라서 틸리히는 하나님과 인간 관계에 대한 자연주의적 설명이나 초자연주의적 이해를 모두 배격한다고 한다. 이 신인관계의 상관성의 인식론적 측면을 상징적으로 말하면 ‘하나님의 대답과 인간의 질문’사이의 상관 관계로 다음과 같이 설명된다. 존재하는 인간은 이 질문에 주어진 해답의 충격아래 그 자신이 존재하고 사는 질문을 묻는다. 계시는 항상 질문될 것이고 이미 질문된 질문에 대한 해답이다.이러한 대답과 질문은 구체적으로 기독교의 메시지와 인간의 실존적 상황에 대한 상징적 표현이다. 따라서 메시지와 상황은 상관관계를 가지며 대답과 질문의 관계는 실존적이다. 이 대답은 내용적으로 계시사건에 의존하고 형식적으론 질문의 구조에 의존한다. 따라서 기독교의 진리가 시대적 상황에 적응하지 못할 경우 ‘악마적 절대주의’에 빠져 그 호소력을 상실하고 반면에 진리를 희생시켜며 상황에 에 순응할 경우에는 ‘공허한 상대주의’에 빠져 세속주의로 넘어가게 된다고 하였다. 틸리히는 ‘상관’이란 용어를 세 가지 의미로 사용한다. 상이한 여러 데이타의 상응성, 개념들의 논리적 상호 의존성, 구조적인 전체 속에서 사물들과 사건들의 참다운 상호의존성이 ‘상관’이란 의미로 사용된다는 것이다. 신학에서 이러한 ‘상관’의 의미가 구체적으로 종교적 지식에 관하여, 종교적 경험 안에서 하나님과 인간의 관계에 관하여, 그리고 하나님과 세계에 관한 진술을 결정하는 데에 적용되어 사용된다. 그것은 상징과 상징되는 것, 유한한 인간과 무한한 하나님, 궁극적 관심과 궁극적 관심을 주는 것 사이의 논리적이고 실제적 의미로써 상관관계를 맺는 데에 그 의미를 가진다. 틸리히는 상관 관계의 근거와 ‘상관’의 의미를 설명한 후 기독교 신학이 기독교 신앙과 인간의 실존을 관계시키는데 있어 잘못된 방법을 세 가지 지적하고 이를 거부한다. 틸리히의 이러한 상관의 방법은 다음의 세 가지 방법의 오류를 피하면서 극복한다고 말한다.
첫째 초자연주의적인 방법(supranaturalistic method)이다. 초자연주의에는 기독교 메시지를 외부로부터 들어온 것으로 보기 때문에 조정이 존재치 않는다. "계시된 말씀"에 대한 조율이 결핍된 "말씀의 계시"는 인간과는 무관할 뿐이다.
둘째는 자연주의적 방법(naturalistic method)이다. 자연주의적 인간론적 방법은 기독교 메시지를 인간의 자연적 상태에서 추론한다. “계시된 말씀"이 “말씀의 계시"로 뒤바뀔 때 결국 하나님은 인간으로부터 영원히 추방당하게 된다. 틸리히에 있어서 초자연은 숨겨진 자연이며, 자연은 나타난 초자연이다. 그는 ‘상호 관계의 방법’이라는 묘(妙)를 통하여, 실존의 분석에서 자연신학을 해명하고, 실존에 내포된 질문에 주어진 대답으로 초자연 신학을 해명한다. 이렇게 하여 자연주의와 초자연주의 사이의 괴리는 상관의 방법을 통하여 극복된다
셋째는 이원론적 방법(dualistic method)이다. 이원론적 방법은 하나님과 인간사이의 무한한 거리를 인정하면서도 둘 사이의 궁극적 관계가 있어야 한다고 주장한다. 그리고 그 방법은 인간 자신의 노력이나 자연계시를 통해 알 수 있다고 함으로써 결국은 질문의 형태 속에서 대답을 끄집어낸다. "계시된 말씀"과 "말씀의 계시"는 결코 만날 수 없다는 자연신학적인 파토스는 결국 인간과 하나님 사이의 영원한 평행선만을 남기게 된다.    이러한 세 가지 오류의 지적을 통해서 틸리히는 다시 한번 상관관계의 방법이 질문에서 대답을 추론하거나, 대답에서 질문을 연역하지 않는 질문과 대답을 ‘상관’시키는 제4의 방법을 강조하고 있다.
결국 폴 틸리히의 상호관계의 방법은 기독교 신앙의  내용을 실존적으로 질문하고 이에 대하여 신학적으로 대답을 통하여 서로 상호의존(interdependence)시키는 것이다.
- 존 멕퀘리(John Macquarrie)

서술 - 현상학적인 접근 방법으로 할 것.
해석 - 오늘날 우리를 위한 해석이 필요하다.
적용 - 믿음의 공동체의 삶에 적용.
- 고든 코프먼(Kaufman)

상상적인 건설(imaginative construction)을 주장한다.
1. 현상적인 서술- 현대 체험의 다양성을 세계의 개념 안에서 모아야하다. 오늘날의 사람들에게 상관이 되고 의미가 있는 인류학적 우주적인 인식을 포함한다.
2. 상상과 건설적인 생각을 통한 하나님의 이미지/개념을 소개.
3. 현대 체험은 하나님의 관점에 의해서 이해되어야 즉 신학적으로 이해.

- 버나드 로너간

그의 "Method in Theology 1972"의 주요 내용은 변화하는 복잡한 세계의 맥락 속에서 신학을 이해하고 탐구하는 체계적인 접근법을 제안한 것이다. 이 책에서 로너간은 종교적 체험, 역사적 맥락, 철학적 분석, 지적 탐구 등의 다양한 요소를 통합하는 방법론을 주장한다.
과학적이고 객관적 근대 학문의 방법을 뛰어 넘어 진정성의 근거를 인간 의식의 역동성 안에서 찾아가면서 보편적 학문의 방법론을 확립한다고 한다.
- - 비판- 그의 신학 방법론은 너무 일반적이어서 모든 과학에 다 들어맞는 것처럼(generic that it really fits every science) 보이기 때문에 신학의 방법론이 아니라 과학의 일반적인 방법론에 불과하다고 한다. 그것은 지나친 경험위주에 근거한 점이다.
- 조지 린드벡

그에게 가장 잘 알려진 작품은 1984년에 출판된 <교리의 본질>(Nature of Doctrine: Religion and Theology in a Postliberal Age)이다. 이 책은 큰 영향을 주었고, 후기 자유주의신학의 형성에 결정적인 역할을 하였다. 이 책에서 린드벡은 공통된 개인의 경험으로 종교적 진리를 규정하는 근대 자유주의 개신교의 사유를 거부하고, 신앙공동체의 신조와 실천을 종교 이해의 기초로 삼는 문화- 언어적 접근방식을 제시했다. 합리적 논증이나 정서적 경험보다 믿음과 세계관 형성에 강조를 두었다. 전통적인 기독교 신학의 인식-명제적 접근과 자유주의의 경험-표현주의적 접근이 포스트모던적 종교 현상에 대한 해결책이 되지 못함을 인식한 조지 린드벡은 기존의 두 접근법들을 극복할 대안으로서 문화-언어적 접근법을 제시한다.
첫 번째 주장은 종교를 절대적 규범이 아니라 문화나 언어로 이해한다는 것인데, 이는 인간이 언어를 배우듯 종교에도 문화-언어적으로 친해진다는 것이다. 두 번째 주장은 교리를 진리로 보지 않고 문법으로 이해하자는 것이다. 모두가 종교와 교리를 문법적으로 이해한다면 종교 간의 다툼과 충돌의 문제는 사라진다고 한다. 여러 종교가 마치 언어에 좋고 나쁨이나 옳고 그름이 없는 것처럼 나름대로의 체계 안에서 해석될 수 있기 때문이다.
- - 평가

린드벡의 접근법이 종교 상호간에 화해를 가능케 하고, 실행성을 강조하고, 또 성경을 귄위 있는 신학적 텍스트로 삼았다는 점은 중요한 기여로 꼽을 수 있다. 하지만 이것은 텍스트 자체보다는 교회의 해석에 더 큰 비중을 두었고, 진리를 내적 일관성으로 격하시켰고, 모든 종교를 동일한 가치로 보는 극단적 상대주의와 언어가 종교생활에 필수적이라는 엘리트주의를 조장했을 뿐 아니라 신학적 종말론을 주장함으로써 명제주의로 회귀했다는 문제점을 안고 있다.
린드벡의 문화-언어의 종교이론을 신학적 보수주의와 자유주의의 한계를 극복할 대안으로는 부족하다는 평가가 있다.
- 앨러스터 존 밀뱅크(Alasdair John Milbank, 1952년 10월 23일 ~)

그는 영국 성공회 신학자이며, 노팅엄 대학교의 신학 교수이자 종교학, 정치학 및 윤리학 교수이다. 밀뱅크는 버지니아 대학교에서 강의를 했으며 케임브리지 대학교와 랭커스터 대학교에서도 강의를 했다. 래스퍼브리카 싱크탱크 위원회의 회장이다. 그는 종교와 정치에서 세계적인 관심을 얻은 급진 정통주의 운동의 창설자로 잘 알려져있다.
급진 정통주의(radical orthodoxy)- 현대주의 철학의 패러다임을 거부하고 포스트모던 철학을 사용하는 기독교 신학과 철학 학파이다. 이 운동은 존 밀뱅크 (John Milbank)와 다른 사람들에 의해 설립되었으며, 1999년 루트렛지 (Routledge)에 의해 출판 된 수필집의 제목에서 이름을 따 왔다. <급진 정통주의 : 새로운 신학>이다. Milbank, Catherine Pickstock 및 Graham Ward이 편집위원이었다. 비록 이들이 이 운동의 주된 창설자들 이었지만, 급진 정통주의는 교회의 전통에서 많은 신학자들을 포함한다.
앙리 드 뤼박의 자연과 은총의 구별에 대한 신학적 작업은 존재론의 설명에서 이운동의 영향력이었다. 한스 우르스 폰 발타자르의 신학적 미학과 문학적 비평도 영향을 주었다. 자유주의에 대한 강한 비평이 급진적 정통의 대부분에서 발견되는데, 바로 카를 바르트의 영향을 보여준다. 옥스포드운동과 케임브리지 플라톤 학파도 이운동에 영향을 주었다.

## 현대 개혁신학자들의 신학방법
개혁신학의 원리는 신학의 내용과 방법 및 의의와 가치를 포괄하는 개념으로서, 칼빈의 계시론과 은총론에 기초하여 신학의 서론을 체계적으로 수립한 개혁신학자들에 의해서 개진되었다. 이는 일차적으로 신학적 인식론을 지칭하지만, 그 지평은 신학 교리 전반에 미친다.
- 아브라함 카이퍼 - 영역주권(sphere sovereignty)

조덕영 박사에 따르면 다음과 같이 설명된다. 하나님은 구속의 하나님인 동시에 창조의 하나님이다. 그 하나님은 만물을 그 종류대로(after its kind) 창조하셨다. 아브라함 카이퍼는 이 “종류대로”의 창조 개념을 생물학적 영역에 그치지 않고 모든 창조 세상의 영역으로 확장한다. 마치 이사야와 예레미야와 에스겔의 소명이 다르고 베드로와 요한과 도마와 사도 바울의 소명이 다르듯, 세상의 다양한 국면들 속에도 각각 하나님이 창조하신 고유한 주권적 영역이 있다. 아브라함 카이퍼는 이것을 영역 주권이라 하였다. 즉 아브라함 카이퍼는 구원의 적용범위를 인간뿐 아니라 창조세계의 전 영역으로 확장하였다. 그 최종목적은 원(原) 우주의 총체적 회복에 있다.
천국도 결국은 새하늘과 새땅이라는 창조의 장소이다. 그리스도는 죄로 인해 타락된 인류 구속을 위한 중보자이실 뿐 아니라 또한 파괴되고 왜곡된 창조세계의 회복자이신 것이다. 물론 이 의미를 하나님이 말씀하시는 새하늘과 새땅이 고장난 지구를 고치시는 것으로 오해하지 말기 바란다. 천국은 그런 인간의 물리적 수선 개념과는 차원이 다른 곳이다. 다만 우리는 세례 요한처럼 때를 얻든지 못 얻든지 하나님의 뜻이 이 땅에서도 이루어지기를 외치는 자가 되어야 한다는 의미다.
세상의 모든 영역 가운데 그리스도가 주인이 아닌 영역은 단 한 부분도 없다. 왜냐하면 하나님은 이 세계의 보이는 것과 보이지 않는 모든 영역의 창조주이기 때문이다. 이 세계는 다 하나님의 것이고, 그리스도의 것이며, 우리들의 것이다. 그리고 그 모든 영역을 회복함에 있어 하나님은 우리 인간을 도구로 사용하신다. 하늘에서 이루어진 것같이 땅에서도 이루어지도록 기도해야 한다. 따라서 카이퍼는 이 세계를 ‘거룩’과 ‘세속’으로 이원화시키고 이 세상에서 도피하는 종교적 은둔주의 내지 도피주의를 반성경적인 것으로 본다. 그리스도인은 거룩한 열정을 품고 삶의 모든 영역에서 하나님의 영광을 위해 살아야 한다. 이 영역은 보편적이다. 즉 그리스도인은 수동적 기도나 하며 사는 은둔형 외톨이가 아니다. 그리스도인은 교회와 정치와 경제와 사회와 학교와 직장과 학문과 과학과 문화와 예술과 같은 세상 전 영역의 최전선에서 빛과 소금처럼 드러난 예수쟁이로서 세상 사람들보다 더 뜨거운 열정으로 살아야 하는 것이다영역 주권을 창조 원리로 재해석한 최초의 사람이다.
- 신학 방법에 있어서는 스콜라적인 요소와 19세기의 이상주의, 낭만주의 사상의 잔재가 남아있다고 평가한다.
- 평가 - 이은선 박사는 "카이퍼 신학의 칼빈과의 연속성뿐만 아니라 그의 신칼빈주의자로서의 새로운 측면에 대한 연구와 함께 비판적인 평가가 이루어져야 한다"라며  "카이퍼 신학에서 나타나는 신학방법론의 사변적이라 평가되는 특성과 유기체 사상과 진보주의에 대한 비평적 평가는 반드시 필요하다"라고 주장한다.특히 "카이퍼의 교회관에서 나타나는 유기체 사상에 대해 19세기 낭만주의와 쉘링의 유기체 사상의 측면과 개혁주의 전통에서 성경의 기초를 가진 측면에 대한 심도 있는 검토가 필요하다"라며 "카이퍼 사상의 실천 운동이 한국 사회에서 깊이 있게 진행되고 하나님의 주권이 우리의 삶의 전 영역에서 한 치의 예외도 없이 이루어지도록 각 영역에서의 구체적인 연구가 심도 있게 진행해야 한다"라고 당부한다.[22]

- 헤르만 바빙크는 종합적인 방법(Synthetic Method)을 사용한다.

바빙크는 신학의 세 가지 원리−존재의 원리인 하나님, 외적 인식의 원리인 성경, 내적 인식의 원리인 성령 혹은 믿음−를 삼위일체론적-기독론적으로 파악하고, 그 관점에서 계시와 은총과 영감을 다루었다.
그는 교의학의 방법(Methode der Dogmatiek)에 관하여 3 요소를 말한다. 성경(de Heilige Schrift), 신조(de belijdenis der kerk), 그리고 기독교적 의식(het Christelkk bewustzijn)이다. 계시인 성경이 신학 방법의 가장 중요한 요소가 되어야 한다고 한다. 이 세 요소가 종합적인 방법으로 상호 밀접하게 관련되어야 한다고 주장한다. 종합적인 방법은 신학적 방법 혹은 권위의 방법으로 말해지는데 이 방법은 성경에 있는 신적인 자기 계시로부터 신학을 인출하는 것이다.

- 코넬리우스 밴틸-

기독교 유신론적 방법(The Christian Theistic Method)을 사용한다.유신론적 방법은 하나님을 지식의 존재 원리로(Principium Essendi of knowledge) 보는 것이다.
전제주의 - 반틸의 방법으로 하나님이 모든 유한한 존재와 지식의 근원이시며, 절대적 자의식적 존재이심을 전제해야 한다. 이 말은 명령인데, 비 기독교적인 방법과 구별되는 것이다. 반틸에 의하면 창조주 하나님은 어떠한 철학적인 논증에 의하여 그 존재가 증명되는 하나님이 아니라 성경에 계시된 자존적이시며 자족적인(Self-contained and self-sufficient God) 하나님이시다. 성경의 하나님은 논증에서 얻어진 신이 아니라 전제되어야 한다. 이 방법은 기독교 믿음이 이성적 사고를 위한 유일한 기초라고 믿는 것이다. 전제주의는 먼저 성경은 하나님의 계시이며 다른 세계관들의 결함을 드러내려고 시도한다. 인간은 전제를 떠나서는 인간 경험에 대해 이해할 수 없다고 주장하며, 비 그리스도인은 이성적으로 중립적인 추론을 할 수 없다고 주장한다.이 방법은 그렉 반센에 의해서 대중화되었다.
이길호 교수에 따르면 반틸은 토마스 아퀴나스적인 합리주의 변증학(Rational Argument for the existence of God)보다는 칼빈의 계시주의적인 변증학을 발전시켰기 때문에 개혁주의 신학을 더욱 견고하게 발전시켰다. 또한 프린스턴신학의 선배들의 증거주의(Evidentialism)에 근거한 찰스 하지, 혹은 워필드의 변증학보다 더욱 성경적이며, 일관성 있는 칼빈주의적인 변증학을 발전시켰다고 한다.

## 한국의 개혁신학자들의 신학방법론

### 박형룡
- 성경를 신학의 원리로 보았다.
- 칼빈주의의 변증법을 사용하였다.
- 역사적 정통주의 신학방법을 사용하였다.

### 박윤선
계시 의존적 인식론 혹은 계시의존사색을 주장한다. 철저하게 성경계시를 따라서 신학을 사고하는 방식이다. 성경의 진리는 경험보다 선행되며, 경험은 성경의 의하여 해석되어야한다. 성경은 그 자체의 권위를 가지고 있다. 이에 대해 반틸의 인식론은 매우 권위주의(authoritarian)라는 비판을 빋지만 그러나 하나님의 계시는 항상 권위주의임을 주장하며 자신에 대한 사람들의 비판을 두려워하지 아니한다. 성경신학자 박윤선은 그의 책 <성경과 신학>에서 신학자의 정체성에 대하여 몇가지를 제시한다. 첫번째 신학자는 성경을 해석하는자라고 한다. 신학자는 다른 것이 아닌 바로 성경의 원리에 의하여 성경을 해석할 것을 말한다. 신학은 성경을 교리적으로 사색하는 학문이다. 물론 이것은 특수한 학문이라고 할 수 있는 신앙적 학문이다. 따라서 신학의 근거와 규준(規準)은 성경뿐이다. 신학자는 성경 계시에 순응하는 자이다. 신학자들은 성경의 교훈대로 순 타율주의(純他律主義)에서 말해야 된다고 한다. 신학자에게도 '내가 말한다'는 위치가 전혀 부여되어 있지 않다고 한다. 그는 다만 '여호와께서 말씀하시기를'이라고 하면서 하나님의 말씀을 수종들어야 할 위치에 있을 뿐이다고 한다. 그러므로 하나님을 따라서 하나님의 사고를 사색하는 계시의존사색(啓示依存思索)만이 그의 지켜나아갈 궤도라고 한다.

### 강태국
강태국 박사의 신학에 대하여 제자인 박태수 교수는 다음과 같이 설명한다.
1 하나님의 절대주권 사상(59-66)
2. 성서적 근본주의에 근거한 신학방법-오직성서에 따르는 신학방법(112)
3. 개혁주의 신학 방법(113) -웨스트민스터 신앙고백서와 소요리 문답 중시함
4 하나님의 위대하심을 드러내는 신학(116)022)

### 김호식의 신학방법
제자인 유정선 교수는 김호식 박사의 신학과 신학방법에 대해에 다음과 같이 설명한다.
신학의 전제 -“모든 신학적 이론은 기독교 윤리, 신앙생활의 원리로 교회를 통한 신앙공동체의
생활 및 운영원리로 사용되어야 한다”고 고백하는 그에게 신학은 언제나 그리스도인의 삶 속에서 실천되어야 하는 행동강령이었다. 이러한 신념하에 김호식은 신·구약 성서를 기반으로 그의 조직신학 체계를 수립하고 이를 가르치는 교육에 전념하였다.
- 신학방법

1. 신학 사상의 근본은 성서이다. 성서는 객관적으로 문자화된 하나님의 계시이다. 급변하는 문명에 휩쓸려 변질되어 가는 기독교 신학과 교리를 성경으로 돌아가 재정리하여
갱신하여야 할 것을 강조하였다.
2. 신학 사상의 틀은 삼위일체 하나님 절대 주권주의이다. 타락전 예정설의 경우 칼빈사상을 따른다.
3 신학 사상의 핵심은 예수 그리스도의 완성된 십자가의 역사로 복음이다
4. 신학 사상의 특징은 초교파 독립교회주의이다
5. 신학 사상의 특징은 예수 그리스도의 재림과 연관된 세대주의적 전천년설주의이다. 일반종말론을 다룸에 있어 김호식은 문법적 역사적 해석방법을 일관되게 취하면서 종말론 체계를 수립하였다. 천년왕국이란 시간적 개념이라기보다는 예수 그리스도의 통치를 의미하는 기독론적 술어로 이해하는 것이 옳다”32)고 주장하였다
6. 신학 사상의 성격은 개신교 보수정통주의이다.

## 같이 보기
- 신학원리
- 기독교신학 작업